# Horslips
 (janvier 2025).
 (janvier 2025).
La mise en forme du texte ne suit pas les recommandations de Wikipédia : il faut le « wikifier ».
Les points d'amélioration suivants sont les cas les plus fréquents. Le détail des points à revoir est peut-être précisé sur la page de discussion.
- Les titres sont pré-formatés par le logiciel. Ils ne sont ni en capitales, ni en gras.
- Le texte ne doit pas être écrit en capitales (les noms de famille non plus), ni en gras, ni en italique, ni en « petit »…
- Le gras n'est utilisé que pour surligner le titre de l'article dans l'introduction, une seule fois.
- L'italique est rarement utilisé : mots en langue étrangère, titres d'œuvres, noms de bateaux, etc.
- Les citations ne sont pas en italique mais en corps de texte normal. Elles sont entourées par des guillemets français : « et ».
- Les listes à puces sont à éviter, des paragraphes rédigés étant largement préférés. Les tableaux sont à réserver à la présentation de données structurées (résultats, etc.).
- Les appels de note de bas de page (petits chiffres en exposant, introduits par l'outil «  Source ») sont à placer entre la fin de phrase et le point final[comme ça].
- Les liens internes (vers d'autres articles de Wikipédia) sont à choisir avec parcimonie. Créez des liens vers des articles approfondissant le sujet. Les termes génériques sans rapport avec le sujet sont à éviter, ainsi que les répétitions de liens vers un même terme.
- Les liens externes sont à placer uniquement dans une section « Liens externes », à la fin de l'article. Ces liens sont à choisir avec parcimonie suivant les règles définies. Si un lien sert de source à l'article, son insertion dans le texte est à faire par les notes de bas de page.
- La présentation des références doit suivre les conventions bibliographiques. Il est recommandé d'utiliser les modèles {{Ouvrage}}, {{Chapitre}}, {{Article}}, {{Lien web}} et/ou {{Bibliographie}}. Le mode d'édition visuel peut mettre en forme automatiquement les références.
- Insérer une infobox (cadre d'informations à droite) n'est pas obligatoire pour parachever la mise en page.

Pour une aide détaillée, merci de consulter Aide:Wikification.
Si vous pensez que ces points ont été résolus, vous pouvez retirer ce bandeau et améliorer la mise en forme d'un autre article.
Horslips est un groupe irlandais de rock celtique fondé en 1970. Ils sont souvent considérés comme « les pères fondateurs du rock celtique »[Par qui ?] pour leur fusion réussie de la musique traditionnelle irlandaise avec le rock. Leur musique est inspirée par des airs, des jigs et des reels irlandais.

## Formation et membres
Le groupe a été formé à Dublin, en Irlande, et ses membres originaux incluent :
- Eamon Carr (batterie)
- Barry Devlin (basse)
- John Fean[2] (guitare, banjo, mandoline, harmonica)
- Jim Lockhart (claviers, pipes, flûte)
- Charles O'Connor (concertina, mandoline, violon, guitare électrique et slide)

## Carrière et succès
Horslips a sorti plusieurs albums à succès dans les années 1970, dont Happy to Meet, Sorry to Part (1972) et The Táin (1973), qui est une adaptation musicale de l'épopée irlandaise Táin Bó Cúailnge. Malgré un succès commercial limité à l'époque, leur musique a connu un regain d'intérêt dans les années 1990 et ils sont maintenant considérés comme l'un des groupes définissant le genre du rock celtique.

## Réunions et retour
Après s'être séparés en 1980, Horslips a fait plusieurs réunions, notamment en 2004 et 2009. Ils ont continué à donner des concerts et à sortir de nouveaux albums, comme le box set More Than You Can Chew! en 2019.

## Influence et héritage
Horslips a influencé de nombreux artistes locaux et internationaux avec leur approche novatrice de la fusion de la musique traditionnelle irlandaise et du rock. Leur travail a ouvert la voie à d'autres groupes de rock celtique et a contribué à la popularisation de ce genre musical.

## Discographie
- Happy to Meet, Sorry to Part (1972)
- The Táin (1973)
- Dancehall Sweethearts (1974)
- The Unfortunate Cup of Tea (1975)
- Aliens' (1977)
- Short Stories, Tall Tales (1978)
- The Belfast Gigs (2009)
- Live at the O2 Dublin (2009)
- More Than You Can Chew! (2019)
- At the BBC (2025) (Coffret 4CD+1DVD)